# Kozice Dolne (gromada)
Kozice Dolne – dawna gromada, czyli najmniejsza jednostka podziału terytorialnego Polskiej Rzeczypospolitej Ludowej w latach 1954–1972.
Gromady, z gromadzkimi radami narodowymi (GRN) jako organami władzy najniższego stopnia na wsi, funkcjonowały od reformy reorganizującej administrację wiejską przeprowadzonej jesienią 1954 do momentu ich zniesienia z dniem 1 stycznia 1973, tym samym wypierając organizację gminną w latach 1954–1972.
Gromadę Kozice Dolne z siedzibą GRN w Kozicach Dolnych utworzono – jako jedną z 8759 gromad na obszarze Polski – w powiecie lubelskim w woj. lubelskim na mocy uchwały nr 12 WRN w Lublinie z dnia 5 października 1954. W skład jednostki weszły obszary dotychczasowych gromad Kozice Dolne, Kozice Górne, Majdan Kozic Dolnych, Majdan Kozic Górnych i Majdanek Kozicki oraz położona na południe od drogi państwowej Lublin-Piaski część obszaru dotychczasowej gromady Wola Piasecka (czyli bez współczesnej Kolonii Wola Piasecka) ze zniesionej gminy Piaski w tymże powiecie. Dla gromady ustalono 24 członków gromadzkiej rady narodowej.
Gromada przetrwała do końca 1972 roku, czyli do kolejnej reformy gminnej.